# 細川彦四郎
細川 彦四郎（ほそかわ ひこしろう）は、室町時代後期から戦国時代にかけての武将。阿波国守護。細川淡路守護家8代当主。若松和三郎は実名を勝俊であると指摘した。

## 概要
足利義稙と細川高国によって阿波国守護に任じられた。父・細川尚春は永正16年（1519年）5月11日に細川澄元家臣の三好之長によって殺害されており、翌年5月5日の等持院の戦いでは武功を立てた上で捕らえた之長の死刑を高国に要求している。
木下聡は、勝俊が淡路国からの没落後に奉公衆一番衆番頭となった可能性を指摘している。